# Вовчанська Василина Василівна
Василина Василівна Вовчанська (нар. 14 листопада 1959, смт Великий Бичків, Закарпатська область) — український педагог вищої категорії, вчитель-методист, літератор. Член Національних спілок журналістів (2017) та письменників (2021) України.

## Життєпис
Василина Вовчанська народилася 14 листопада 1959 року в смт Великий Бичків, нині Великобичківської громади Рахівського району Закарпатської области України.
Закінчила Тернопільський педагогічний інститут (1993). Працювала викладачем кафедри теоретичних основ методики фізичного виховання Тернопільського національного педагогічного університету імені Володимира Гнатюка (2009—2022[джерело?]).
Член літоб'єднання при ТОО НСПУ (2013).

## Доробок
Автор наукових публікацій та навчально-методичних посібників.
Збірки поезій:
- «Фестини» (2015),
- «Кохайте жінку» (2017),
- «Сонячний дзвіночок» (2017),
- «На острівцях долонь» (2017)[3],
- «Келих дня» (2021),
- «Гортаю різнобарвні дні» (2024).

Збірки прози:
- «Погар чорниць» (2019)[4],
- «Відлуння грому» (2019, співавтор Богдан Мельничук)[7],
- «Надщерблене щастя» (2024)[8].

Окремі збірки:
- «Мовте рецептуру» (2024, гумор).

Поезії друкувалися в журналі «Освітянин», альманахах «Крила», «Серце Європи», «Літературний Тернопіль», «Золота пектораль», «Подільська толока» та газетах «Вільне життя плюс», «Наш день», «Свобода».

## Нагороди
- Всеукраїнська літературно-мистецька премія імені Братів Богдана та Левка Лепких (2019)[9][10];
- диплом I ступеня Міжнародного літературно-краєзнавчого та мистецького конкурсу імені Мирона Утриска в номінації «Проза» (2024) — за книгу «Надщерблене щастя»;
- диплом лауреата III Міжнародної літературно-краєзнавчої мистецької премії імені Мирона Утриска в номінації «Поезія» (2024) — за збірку «Келих дня»;
- премія журналу «Літературний Тернопіль»[9].